# 西长尾隐蜂鸟
，是雨燕目蜂鸟科的一种鸟类。
其种加词“longirostris”意为“长吻的”、“长嘴的”。
西长尾隐蜂鸟体重约6克，翼长约61.2毫米，嘴峰长约41.8毫米，喙宽度约3.3毫米，喙厚度约2.9毫米，跗蹠长约4.6毫米，尾长约65.4毫米。西长尾隐蜂鸟在其分布区内为留鸟，其栖息在密集的高大树木组成的森林中，食性为草食性，主要食物来源是植物的花蜜。

## 亚种
- ：分布于墨西哥南部（瓦哈卡州北部和恰帕斯州）至伯利兹和洪都拉斯北部。
- ：分布于洪都拉斯东部至哥伦比亚西北部。
- ：分布于圣玛尔塔内华达山脉（哥伦比亚东北部）。
- ：分布于厄瓜多尔西部和秘鲁西北部。[4]